# Euthrixius distinguendus
Euthrixius distinguendus là một loài ruồi trong họ Asilidae. Euthrixius distinguendus được Lynch & Arribálzaga miêu tả năm 1881. Loài này phân bố ở vùng Tân nhiệt đới.